# Čádor

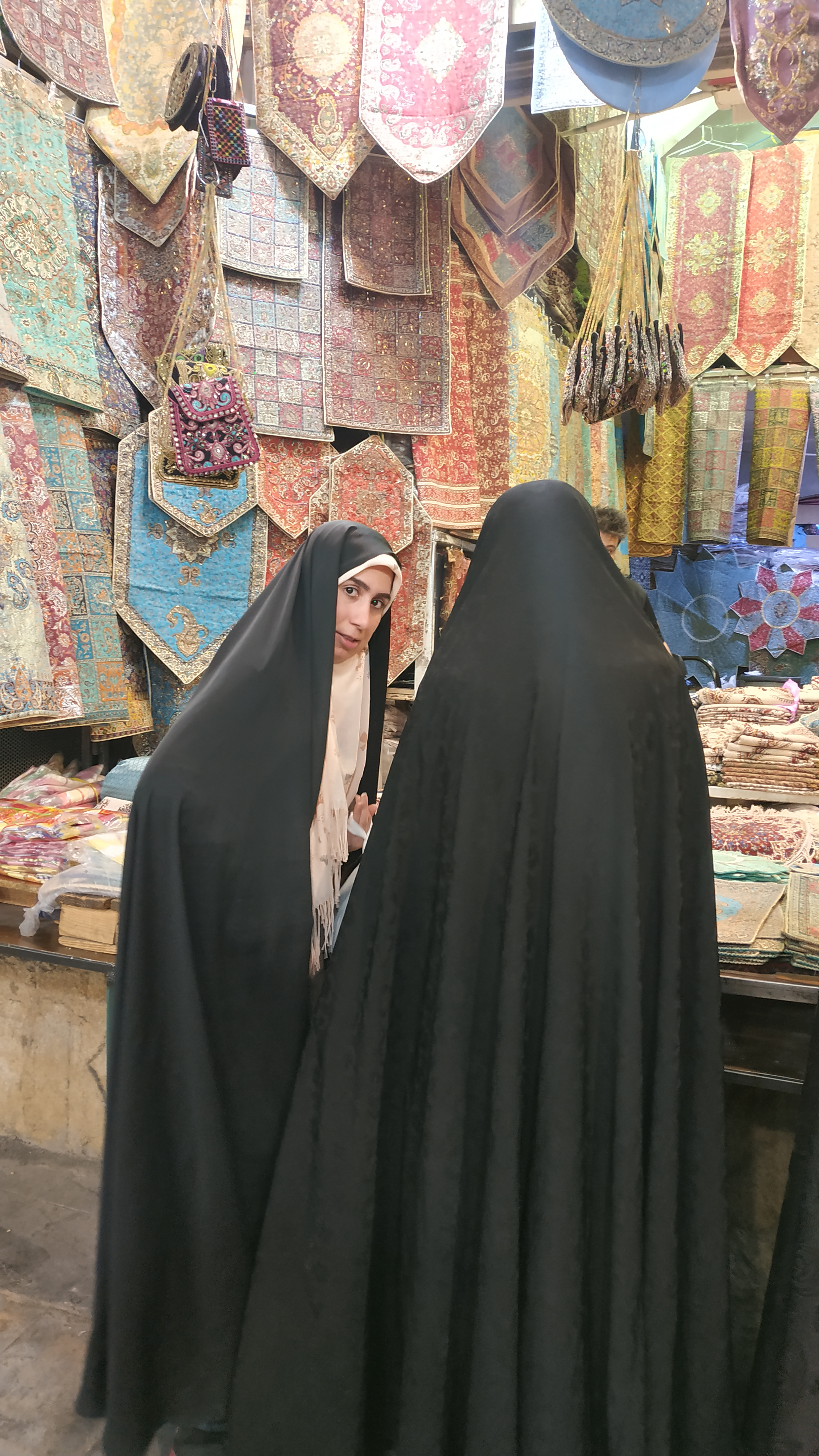
Ženy v čádoru

Čádor je druh islámského oděvu pro ženy. Jedná se o dlouhý, splývavý oděv z černé nebo tmavě vzorované látky, který se nosí převážně v Íránu. Odhaluje ženinu tvář, ale zakrývá zbytek jejího těla až po kotníky. V některých zemích (jako je např. Írán) je povinný pro ženy, které vstupují do mešity. Čádor začíná být oblíbený také v sousedním Afghánistánu.